# Informàtica jurídica
Disciplina que s'encarrega de l'aplicació dels coneixements informàtics en el dret, creant un mitjà més eficient i dinàmic per a l'execució de les lleis en general.
La informàtica jurídica es divideix en tres àrees:
- Informàtica jurídica de gestió.
- Informàtica jurídica documental.
- Informàtica jurídica de decisió.